# Chiesa dell'Immacolata a Capodichino
La chiesa dell'Immacolata a Capodichino è una delle chiese di interesse storico di Napoli; è sita nella zona di Capodichino, in piazza Giuseppe Di Vittorio. È sede parrocchiale dal 1930.

## Storia
Nel 1813, gli abitanti di queste zone lamentavano di non avere a loro disposizione un luogo di culto più vicino, poiché le altre chiese da raggiungere erano assai distanti e inoltre, specie nelle giornate piovose, le strade erano pressoché impraticabili.
Ad accelerare le richieste del popolo fu un messaggio profetico di fra Luigi di Sant'Antimo. Il religioso, il 7 dicembre 1856, mentre contemplava in preghiera, udì la voce della Vergine Maria che l'avvertiva di un imminente assassinio del re di Napoli, Ferdinando II di Borbone.
La notizia giunse presto a Palazzo Reale e il re seppe dar ascolto; il giorno seguente, durante la sua venuta al Campo di Marte (dove oggi sorge l'aeroporto di Capodichino) un soldato di ispirazioni mazziniane, Agesilao Milano, tentò di ucciderlo con un colpo di baionetta. Il sovrano riportò una ferita al fianco. Con questo avvenimento il re soddisfece le richieste del popolo, costruendo una chiesa in onore dell'Immacolata Concezione e rese più agibili le strade della zona.
La chiesa dell'Immacolata fu costruita in quasi otto anni e venne terminata nel 1863.

## Descrizione
La facciata del santuario presenta alcune lesene sormontate da capitelli di stile ionico. Nel timpano un bassorilievo rappresentante l'Immacolata accerchiata da angeli. Più in basso, un bellissimo rosone di forma rettangolare. Ai lati troviamo due nicchie in cui sono posizionati i Santi Pietro e Paolo. Sul fronte del tempio la scritta IMMACULATAE DEIPARAE VIRGINI DICATUM, l'ex voto del re Ferdinando II di Borbone.
La struttura è costituita da un'ampia navata rettangolare in tufo e quattro cappelle per lato. Esse furono costruite successivamente, nel 1945, durante un ampliamento dell'aula sacra. Questi lavori avanzarono la sala liturgica di circa 4,50 metri sia il fronte sia il retro della chiesa. L'interno è decorato con lesène e capitelli rivestiti di stucchi di stile corinzio.
L'abside originaria aveva un bellissimo altare maggiore costituito da preziosi marmi policromi, ma nel 1990, a seguito di lavori di ristrutturazione invasivi e senza criterio fu sostituito con l'attuale dall'allora parroco don Luigi Graziuso. Ristrutturazione inutile e costosissima, fatta soprattutto grazie al contributo dei fedeli. Dell'antico altare maggiore resta purtroppo solo una fotografia datata 1990, conservata nell'archivio parrocchiale.
La chiesa contiene varie statue di pregevole fattura, solo per citarne alcune:
- una statua dell'Immacolata, in legno dorato di Francesco Caputo (1870);
- una statua settecentesca in legno di San Michele Arcangelo che proveniva dall'antica cappella degli Ebdomadari di Napoli (demolita per la costruzione della via di Capodichino);
- due statue: una di San Giuseppe e l'altra dell'Addolorata costruite in stile degli artigiani presepiai di San Gregorio Armeno.

Inoltre, vi sono gli affreschi che ornano i due lati dell'ingresso (San Giovanni Vianney e Santi Cosma e Damiano).

## Curiosità
Nel 2013 ricorre il 150º anniversario dell'apertura al culto della chiesa. I festeggiamenti prevedono la riproposizione della posa della prima pietra. La cerimonia dell'inaugurazione si svolse il 2 e 3 agosto del 1857, con la posa della prima pietra che avvenne alla presenza di una folta rappresentanza delle corporazioni militari. Il momento solenne della benedizione della prima pietra della chiesa dell'Immacolata Concezione di Capodichino, fu immortalato dal pittore Salvatore Fergola al servizio di casa Borbone. Questi dipinse uno splendido quadro attualmente custodito al Museo di San Martino a Napoli di cui una copia dell'originale è esposta in uno dei locali della chiesa.